# Liaison quintuple

Structure du complexe.

Une liaison quintuple est un type de liaison chimique entre deux atomes impliquant dix électrons et dont l'ordre de liaison est de 5. Alors que les liaisons simples, doubles et triples sont courantes en chimie, les liaisons quadruples sont déjà plus rares et n'ont été observées qu'entre métaux de transition, notamment le chrome, le molybdène, le tungstène et le rhénium, comme les espèces [Mo2Cl8]4− et [Re2Cl8]4−. Les liaisons quintuples, quant à elles, sont encore plus rares et surviennent entre deux atomes métalliques, typiquement de chrome, les dix électrons étant distribués selon σ2 π4 δ4.
La présence de ligands est susceptible de stabiliser des liaisons d'ordre élevé entre atomes métalliques en réduisant la distance entre ces atomes. Les dimères d'atomes de chrome unis par quintuples liaisons sont stabilisés par des ligands terphényle (2,6-[(2,6-diisopropyl)phényl]phényle). Cette espèce est stable jusqu'à 200 °C. La quintuple liaison chrome-chrome a été étudiée par des méthodes ab initio et DFT, et est utilisée également pour élucider le rôle du ligand terphényle, dont on a montré que les noyaux aryle latéraux interagissent faiblement avec les atomes de chrome en provoquant un léger affaiblissement de la liaison quintuple. Une étude théorique publiée en 2007 a identifié deux géométries présentant un minimum pour les composés RMMR à liaisons quintuples.

## Synthèse
L'existence d'une liaison quintuple a été proposée en 2005 dans la molécule hypothétique d'uranium U2 à partir d'un modèle mathématique. Les composés du diuranium sont rares mais existent effectivement, à l'exemple de l'anion U2Cl82−.
En 2007, la liaison métal-métal la plus courte jamais mesurée — 180,28 pm — a été observée dans un composé contenant une liaison quintuple chrome-chrome avec des ligands diazadiène. D'autres complexes contenant une liaison quintuple métal-métal ont été observés, tels que le dichrome avec des ligands [6-(2,4,6-triisopropylphényl)pyridine-2-yl](2,4,6-triméthylphényl)amine et un complexe de dichrome avec des ligands amidinate.
On réalise habituellement une liaison quintuple par réduction d'un dimétal par du graphite-potassium KC8 qui fournit les électrons de valence nécessaires à l'établissement de cette liaison :
En 2009 a été publié un composé de dimolybdène ayant une liaison quintuple et deux ligands pontants diamido avec une liaison Mo–Mo longue de 202 pm. Ce composé a été synthétisé à partir d'octachlorodimolybdate de potassium K4Cl8Mo2, qui contient déjà une liaison quadruple, et d'un amidinate de lithium avec réduction au graphite-potassium :